# Lublauer Burg
Die Lublauer Burg (slowakisch Ľubovniansky hrad, deutsch auch Lublauer Schloss, ungarisch Lubló vára, polnisch Zamek Lubowelski) ist eine Höhenburg oberhalb der slowakischen Stadt Stará Ľubovňa in der Oberzips. Sie ist nationales Kulturdenkmal der Slowakei.

## Geschichte

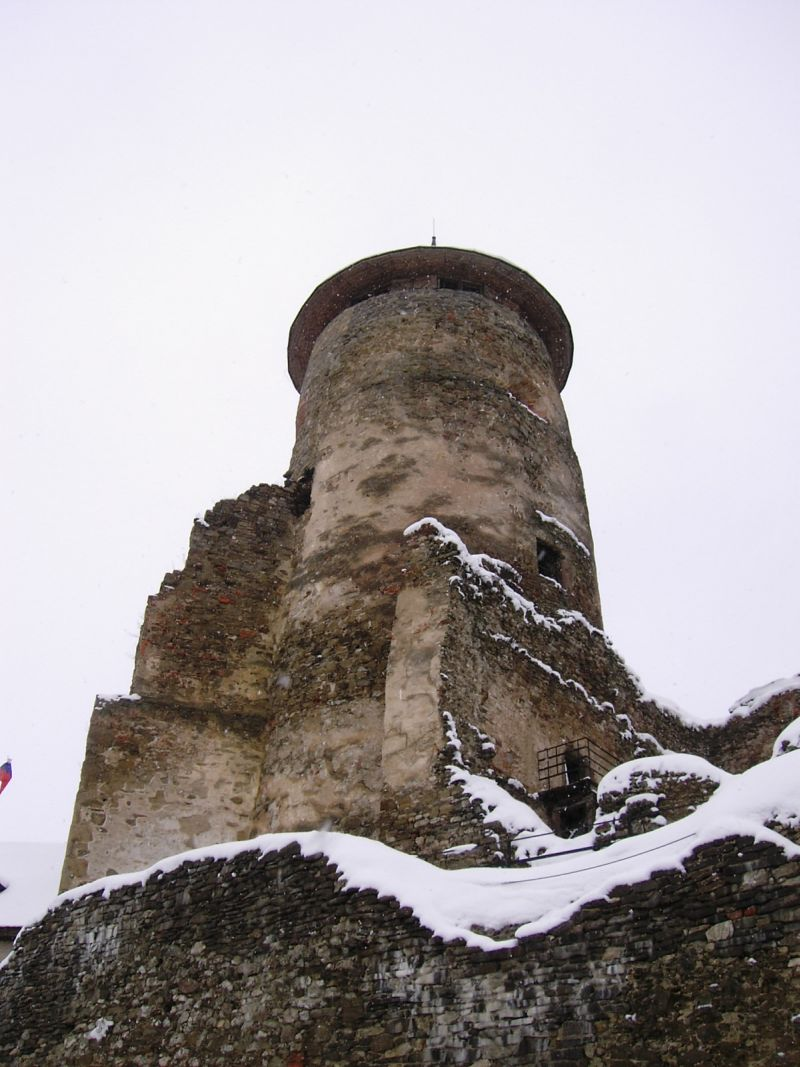
Hauptturm der Burg

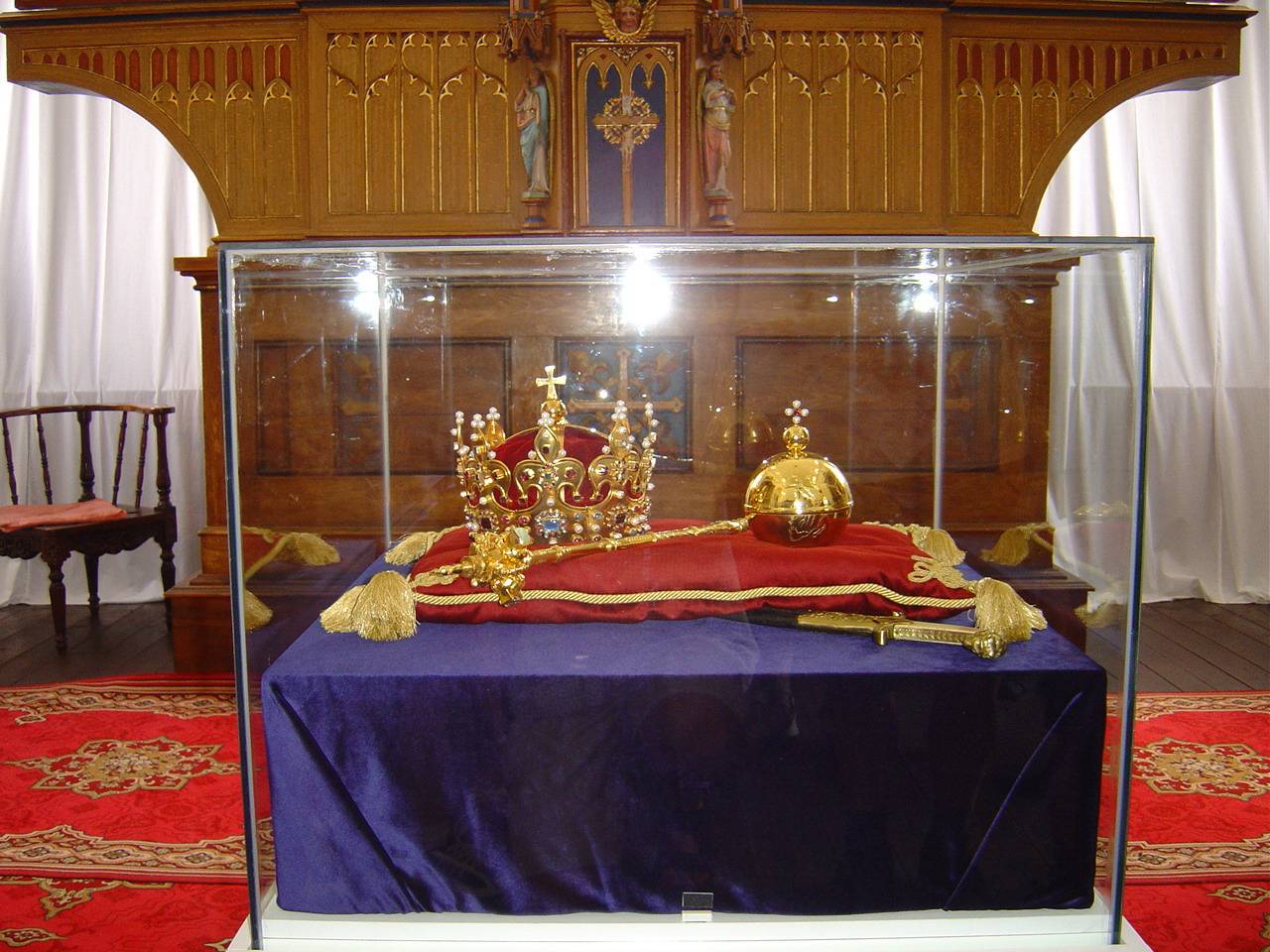
Nachbildung der polnischen Kronjuwelen

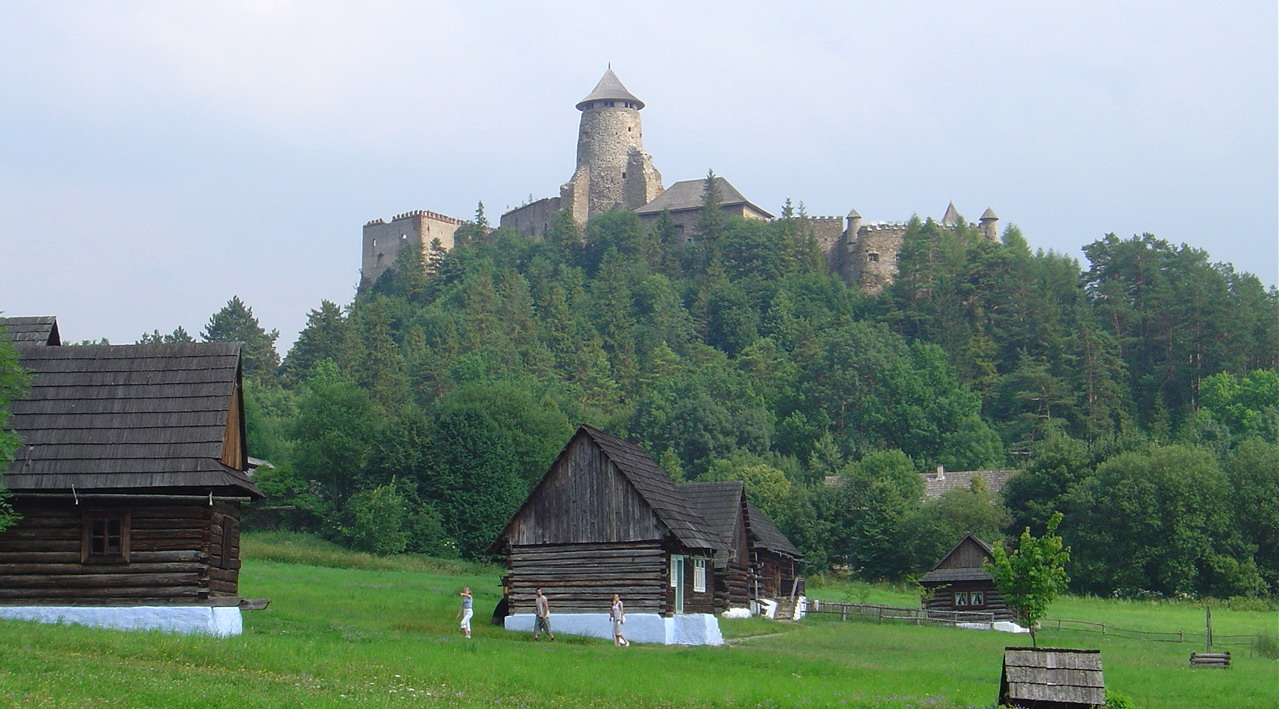
Lublauer Burg und Freilichtmuseum

Die Burg entstand im späten 13. Jahrhundert oder frühen 14. Jahrhundert und war eine der Schutzburgen, die Handelswege nach Polen schützen sollten und gleichzeitig Nordgrenzen des ungarischen Staates sichern, ähnlich wie die Arwaburg westlich der Tatra und Burgen Niedzica (heute in Polen) und Plaveč östlich des Hochgebirges. Einigen Quellen zufolge ließ 1280 der polnische Fürst Boleslaw die Burg bauen, nach anderen war es der ungarische König Andreas III., der den Bau 1294 anordnete. Zu dieser Zeit entstand der kreisförmige Turm und das gotische Palast.
Kurz nach dem Tod von Andreas im Jahre 1301 und folgender Entstehung oligarchischen Herrschaftsgebiete kam die Burg zum Geschlecht Aba, das das Gebiet der heutigen Ostslowakei kontrollierte und hielt sie bis zur Eroberung durch die Armee von Karl Robert von Anjou im Jahre 1312, kurz vor der verheerenden Niederlage der Aba in der Schlacht von Rozhanovce. Erst in dieser Zeit wurde die Burg schriftlich erwähnt, und zwar 1311 als castrum Liblou. In der Zeit bis 1412 wechselte ständig der Besitz zwischen der Krone und verschiedenen Geschlechtern wie Drugeth, bevor er 1410 wieder durch den König als Grenzfestung beschlagnahmt wurde.
Ein besonderes Jahr in der Geschichte der Burg ist 1412: im März fand dort ein Treffen zwischen dem ungarischen König und römischen Kaiser Sigismund von Luxemburg und polnischen König Wladislaw II., um einen polnisch-ungarischen Schutzvertrag zu unterzeichnen. Als Sigismund Kredit für Finanzierung seiner Kriege gegen Venedig notwendig brauchte, ließ er die Burg, zusammen mit 13 Zipser Städten gegen eine Kreditaufnahme von 37.000 Prager Groschen ab November 1412 an Polen verpfänden. Obwohl die Schuld in kurzer Zeit zurückgezahlt werden sollte, verlängerte sich die Verpfändung bis 1772 (Erste Teilung Polens). Während der Pachtung blieb die nominelle Zugehörigkeit der Burg und seines Herrschaftsgebiets bei Königreich Ungarn, der polnische König hatte jedoch wirtschaftliche Kontrolle, ernannte Kastellane (siehe Starost) und erhob Steuer.
In der ersten Hälfte des 15. Jahrhunderts wurde das Umland während der Kämpfe zwischen den Hussiten und Kastellanen verwüstet und die Burg beschädigt. Da die Festung gegen Artillerie veraltet war, mussten weitere Bastionen und Türme erbaut werden. Der Ausbau begann noch am Anfang des 16. Jahrhunderts unter der Leitung des Kastellans Peter Kmita, doch bis 1522 war das Ausbautempo aufgrund zahlreicher Pachtwechsel eher mäßig. Erst unter Peter Kmita (mit dem früheren nicht zu verwechseln) wurde der Ausbau beschleunigt und unter dem Einfluss italienischer Architekten um Bastionen, weiteren Repräsentationsräumen sowie dem unteren Burghof ergänzt. Nach Kmitas Tod brannte 1553 fast die ganze Burg aus. Der Wiederaufbau wurde genutzt, um eine moderne antitürkische Renaissance-Festung, aber auch einen bequemen Wohnsitz für Kastellane zu schaffen. Bis 1557 waren die Hauptarbeiten abgeschlossen. Unter anderem wurde zum ersten Mal eine Wasserleitung installiert.
Nach weiteren Wechsel kam 1591 die Burg zum polnischen Adelsgeschlecht Lubomirski, das die Burg anderthalb Jahrhunderte behielt. Unter ihrer Herrschaft wurde die Burg weiter ausgebaut, manchmal auf Kosten der umliegenden Zipser Städte, die mehr und mehr ausgebeutet wurden. Im Verlaufe der wiederholten Überfälle auf Polen 1655–60 wurden 1655 polnische Kronjuwelen dank Jerzy Sebastian Lubomirski von Warschau nach Lublauer Burg in Sicherheit gebracht und blieben dort bis 1661. Der polnische Reichsrat (Sejm) erklärte 1658 sogar die Burg zu einer der sechs polnischen Festungen, die auf Staatskosten aufrechterhalten werden sollten.
Nach dem Tod von Theodor Lubomirski im Jahre 1745 kam die Burg wieder zur polnischen Krone und es wurden grandiose Pläne zum weiteren Ausbau ausgearbeitet, letztendlich blieb es aber nur bei einer Instandsetzung, die bis 1760 dauerte. Nach der Ersten Polnischen Teilung wurde 1772 die Burg an Ungarn zurückgegeben. Da zur Habsburgermonarchie bei der Teilung das ehemals polnische Galizien kam, verfiel die Burg langsam, da sie keine grenznahe Lage mehr hatte und war zudem teilweise beschädigt. Dort war eine Kaserne und später ein Lager untergebracht, ehe die Burg mit dem Herrschaftsgebiet 1819 an den Adligen Raisz verkauft wurde. Die Familie überließ 1880 aufgrund hoher Erhaltungskosten die Burganlage der Stadt Alt-Lublau, die aber über die notwendigen Finanzmittel nicht verfügte und somit erwarb 1883 der polnische Graf Zamoyski die Burg und behielt ihn für seine Repräsentationsräume. Während des Zweiten Weltkrieges und insbesondere des Slowakischen Nationalaufstandes verhaftete, untersuchte und folterte die Gestapo gefangene Partisanen in der Burg.
1945 wurde die Burg vom tschechoslowakischen Staat nationalisiert und kurz danach Standort einer Schule. Nach deren Abzug kam die Burg 1956 zum Besitz des örtlichen Museums, das mit deren Instandsetzung begann und schließlich die Burg 1966 der Öffentlichkeit zugänglich gemacht hatte. Eine Archäologische Untersuchung begann in den 1970er Jahren und wurde nach einer kurzen Unterbrechung nach 1989 wieder fortgesetzt, ebenso wie weitere Instandsetzungen der Burg.
Heute steht die Burg unter Verwaltung des Ľubovňa-Museums, zusammen mit dem Freilichtmuseum unterhalb des Burghügels.